# Jeong Yu-mi (née en 1984)
Ne doit pas être confondu avec Jung Yu-mi.
Dans ce nom coréen, le nom de famille, Jeong, précède le nom personnel.
Jeong Yu-mi, née le 23 février 1984 à Busan en Corée du Sud, est une actrice sud-coréenne. Elle est surtout connue pour avoir joué dans Rooftop Prince, Six Flying Dragons et Partners for Justice.

## Biographie
Jeong Yu-mi naît à Busan en Corée du Sud le 23 février 1984. Elle a fait ses débuts en figurant dans une publicité pour la marque de chewing-gum Lotte Xylitol en 2003. Après avoir joué des rôles secondaires dans plusieurs séries télévisées et films, elle est devenue une actrice au nom connu lorsqu'elle a interprété une jeune petite amie dans A Thousand Days 'Promise (2011) et une secrétaire intrigante dans Rooftop Prince (2012),,,,,.
Ayant déjà joué dans le drame chinois Five Star Hotel (2007), Jeong Yu-mi a joué aux côtés de Leon Lai et Gao Yuanyuan dans le film chinois Nobleman's Path (2012),.
Elle a été choisie pour la série télévisée revanche manhwa, City Conquest, mais le projet a finalement été annulé car il n'a pas pu obtenir de garantie sur un créneau horaire. À la place de ce tournage, Jeong Yu-mi a joué dans le drame familial Wonderful Mama (2013), c'est la première fois qu'elle jouait le rôle principal.
En septembre 2013, elle a rejoint le casting de la saison 4 de l'émission de téléréalité We Got Married, où elle était associée au chanteur Jung Joon-young. Elle est apparue plus tard dans le clip vidéo du single de Jung « The Sense of an Ending ». La même année, elle joue dans son premier rôle principal sur grand écran pour le film d'horreur Tunnel 3D.
Jeong Yu-mi a été ensuite en tête d'affiche du drame quotidien Mother's Garden (2014) et du drame d'époque More Than a Maid (2015),,. Elle a ensuite pris un rôle de soutien dans le drame historique Six Flying Dragons.
En 2016, Jeong Yu-mi a été choisie pour jouer le principal rôle féminin dans le drame de vengeance The Master of Revenge. En 2017, elle était en tête d'affiche du drame du week-end Bravo My Life.
En 2018, Jeong Yu-mi a joué dans le drame policier Partners for Justice en tant que nouvelle procureure. Elle joue ensuite dans le drame de l'exorcisme médical Priest.